# Шалаурі
Шалаурі (груз. შალაური) — село в Грузії.
За даними перепису населення 2014 року в селі проживає 2186 осіб.